# Equinor
Equinor ASA (före 2018 Statoil ASA) är ett norskt olje- och gasföretag, som fick sin nuvarande form 1 oktober 2007, då petroleumdivisionen i Norsk Hydro slogs samman med Statoil. Företaget fick sitt nuvarande namn i maj 2018. Equinor är Norges största företag.
Mellan 1986 och 2010 bedrev Equinor (dåvarande Statoil) försäljning genom bensinstationer i Norge, Danmark, Sverige, Baltikum och Ryssland. Försäljningsverksamheten börsnoterades 2010 och köptes 2012 av kanadensiska Alimentation Couche-Tard.

## Historik

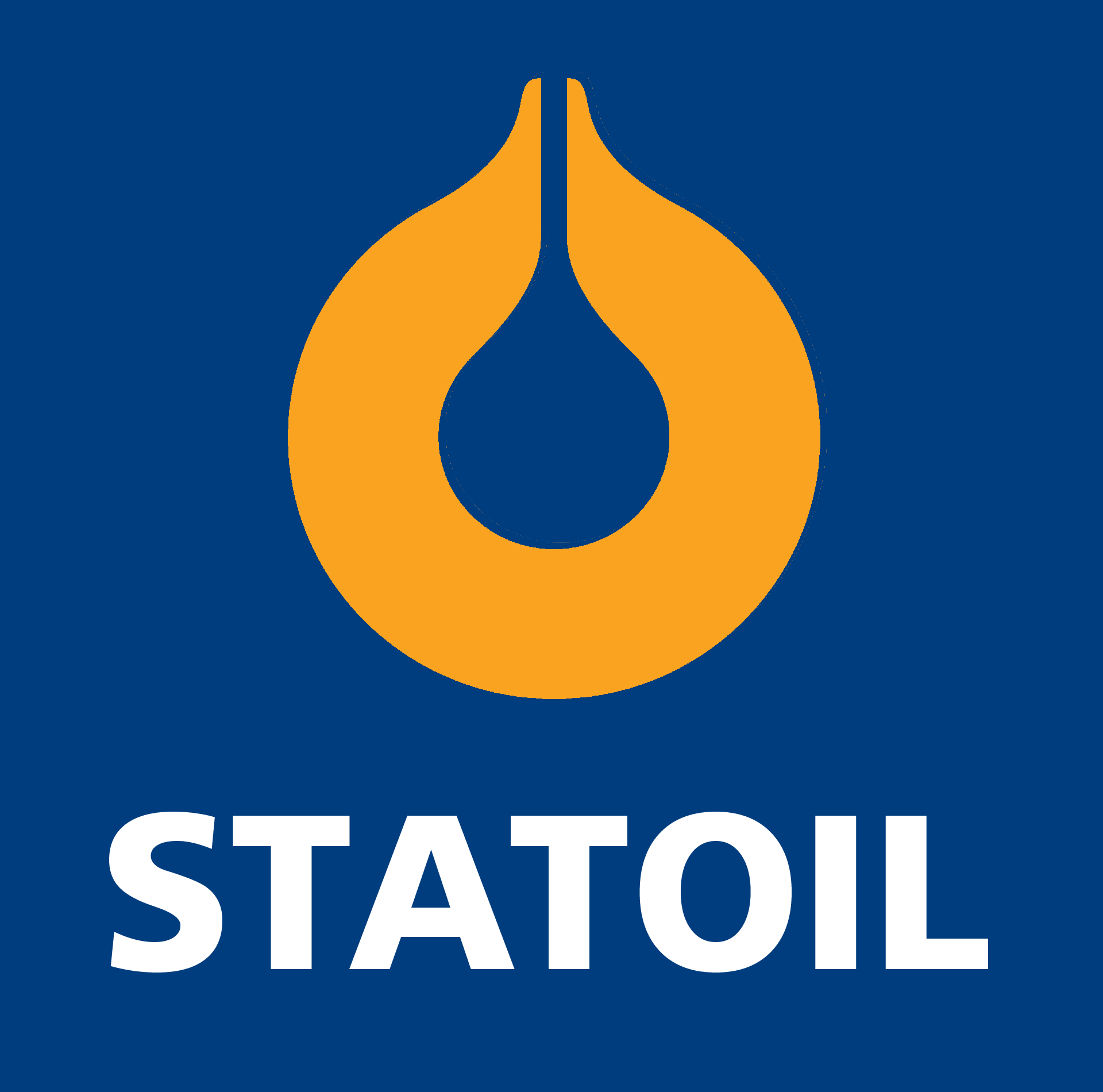
Gammal logotyp, som användes ända fram till 2016 då bensinstationerna bytte namn till Circle K.

Statoil bildades ursprungligen 1972 av den norska staten som "Den norske stats oljeselskap AS" som ett led i utvinnandet av olja vid Statfjord. Företaget var länge statsägt men är sedan 2001 listat på både på Oslo- och New Yorkbörsen med den norska staten som majoritetsägare. Norsk Hydro bildades redan 1905 och har varit verksamt inom flera olika områden. Bara ett par år före avyttringen av olje- och gasdelen 2007 avknoppades jordbrukskemidelen (2004) under namnet Yara. Norsk Hydro kvarstår som fristående bolag och är bland annat en av världens största aluminiumtillverkare. Koncernens huvudkontor ligger i Norges oljehuvudstad Stavanger.
Vid Statoils fusion med Norsk Hydros verksamhet inom olja och gas i oktober 2007 antogs det tillfälliga namnet StatoilHydro. År 2009 återgick bolaget till att använda namnet Statoil. 15 maj 2018 beslutade bolagsstämman att byta namn till det nuvarande Equinor. Bakgrunden till namnändringen uppgavs av bolagsstyrelsen vara att "understödjer bolagets strategi och utveckling som ett brett energibolag". Namnändringen beräknades kosta mellan 230 och 250 miljoner norska kronor. 

## Bensinstationer
Statoils bensinstationskedja började etableras i Sverige och Danmark 1986 efter att företaget köpt upp Svenska Esso och Danska Esso. 1991 etablerades kedjan även i Norge efter att Norols stationer tagits över. 1993 förvärvades Svenska BP som vid tidpunkten hade 240 bensinstationer, vilka namnändrades till Statoil. Under 1990-talet etablerades även bensinstationer i Estland, Lettland, Litauen, Polen och Ryssland.
Vissa av företagets obemannade bensinstationer gick under namnet 1-2-3. I Sverige lanserades dessa 2002 under namnet Statoil 1-2-3.
År 2007 köpte Statoil Jets obemannade bensinstationer i Skandinavien. Kedjan fortsatte drivas under namnet Jet på licens från den tidigare ägaren ConocoPhillips. På grund av Statoils samgående med Norsk Hydros olje- och gasverksamhet blev företaget samma år även ägare till Norsk Hydros bensinstationskedja samt den svenska delen av Uno-X. EU-kommissionen ansåg att Statoil skulle få en alltför stark ställning och villkorade därmed köpet av Jet-stationerna med att Hydrostationerna samt 40 Jet-stationer i Norge och 40 av de 163 Jet-stationerna i Sverige såldes. Stationerna såldes april 2009 och köpare blev finländska St1. Under 2010 ändrade vissa av 1-2-3-stationerna namn till JET.
År 2010 lade Statoil sin detaljförsäljningsverksamhet i ett separat bolag under namnet Statoil Fuel & Retail vilket noterades på Oslobörsen.År  2012 köptes bolaget av kanadensiska Alimentation Couche-Tard för 2,8 miljarder USD. Med början i oktober 2014 bytte JET-stationerna namn till det nya varumärket Ingo och med början i maj 2016 bytte Statoilstationerna namn till Circle K.

### Sverige
Den svenska verksamheten bedrevs genom bolaget Svenska Statoil AB. Mellan 1999 och 2004 var detaljhandelsverksamheten vid Statoils svenska bensinstationer samägd med ICA under namnet ICA Express.

## Olyckan vid Statfjord
11 december 2007 brast en oljeledning vid överförandet av olja från Statoils oljeplattform Statfjord A i Statfjordfältet till en oljetanker varvid minst 4 000 kubikmeter olja rann ut i havet. Detta var Norges näst största utsläppsolycka dittills.

## Galleri

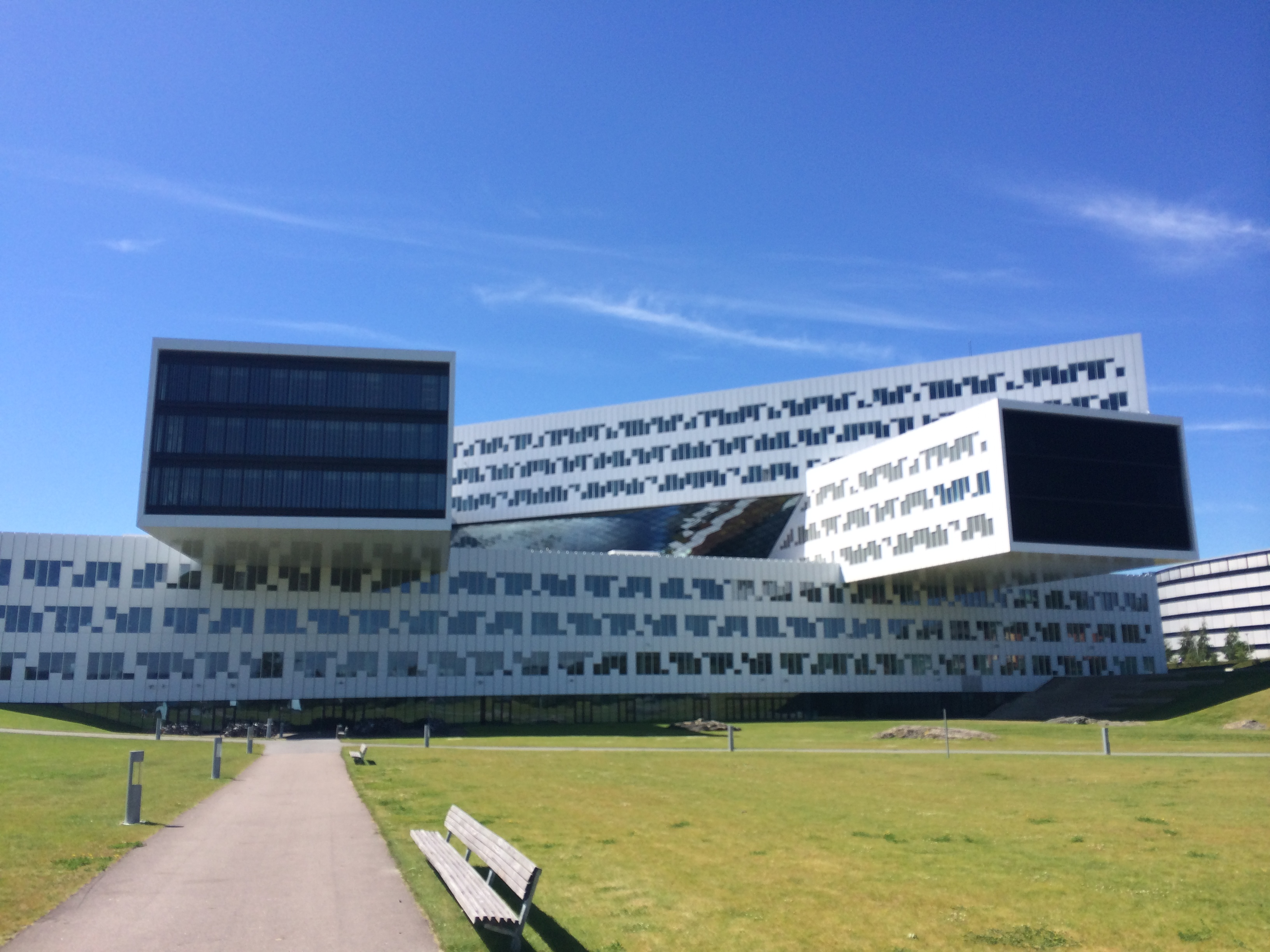
Equinors huvudkontor vid Fornebu gamla flygplats.
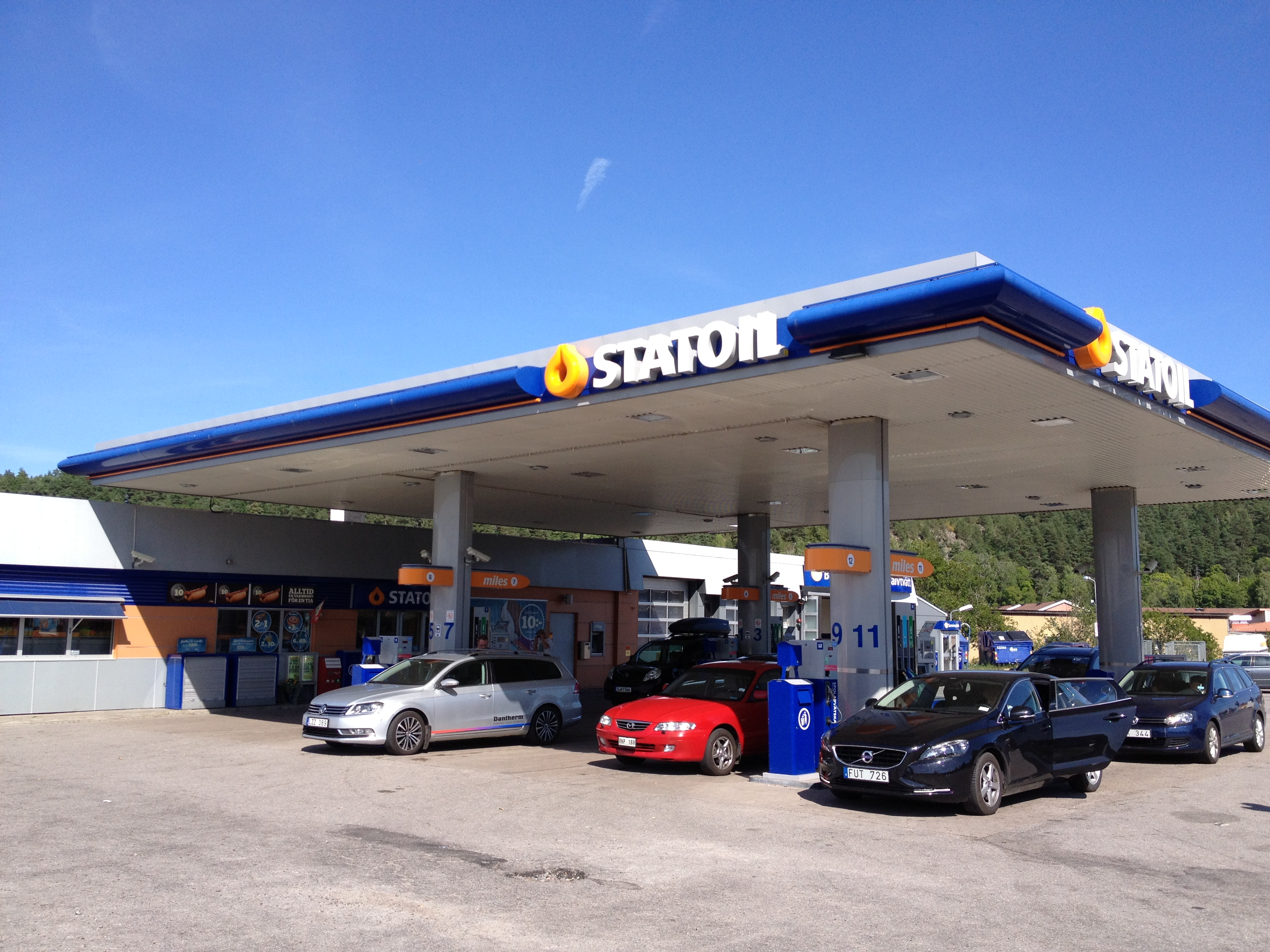
Statoilstation i Söderköping.
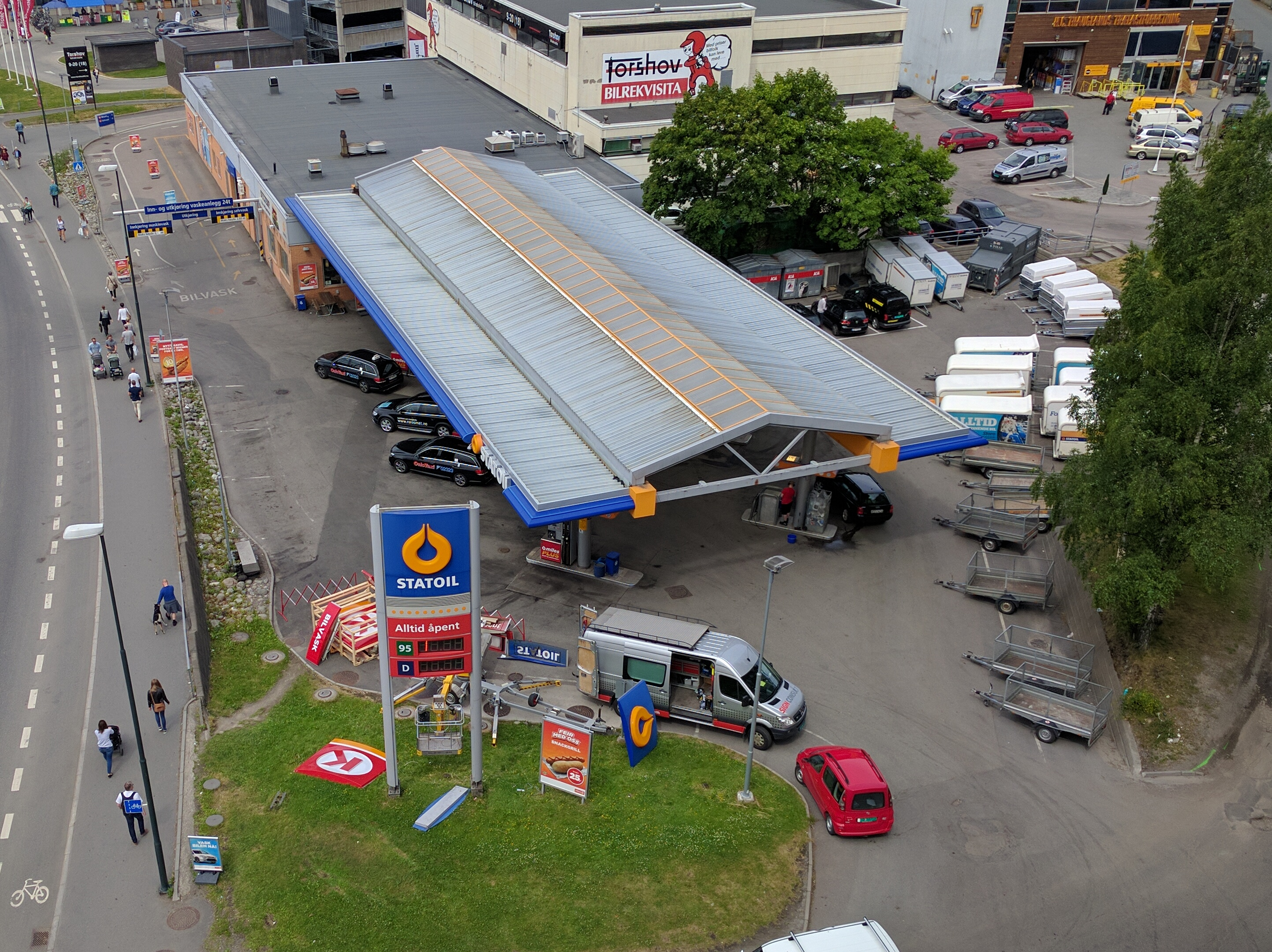
Statoil skyltas om till Circle K i Storo i Oslo i Norge, 2016.
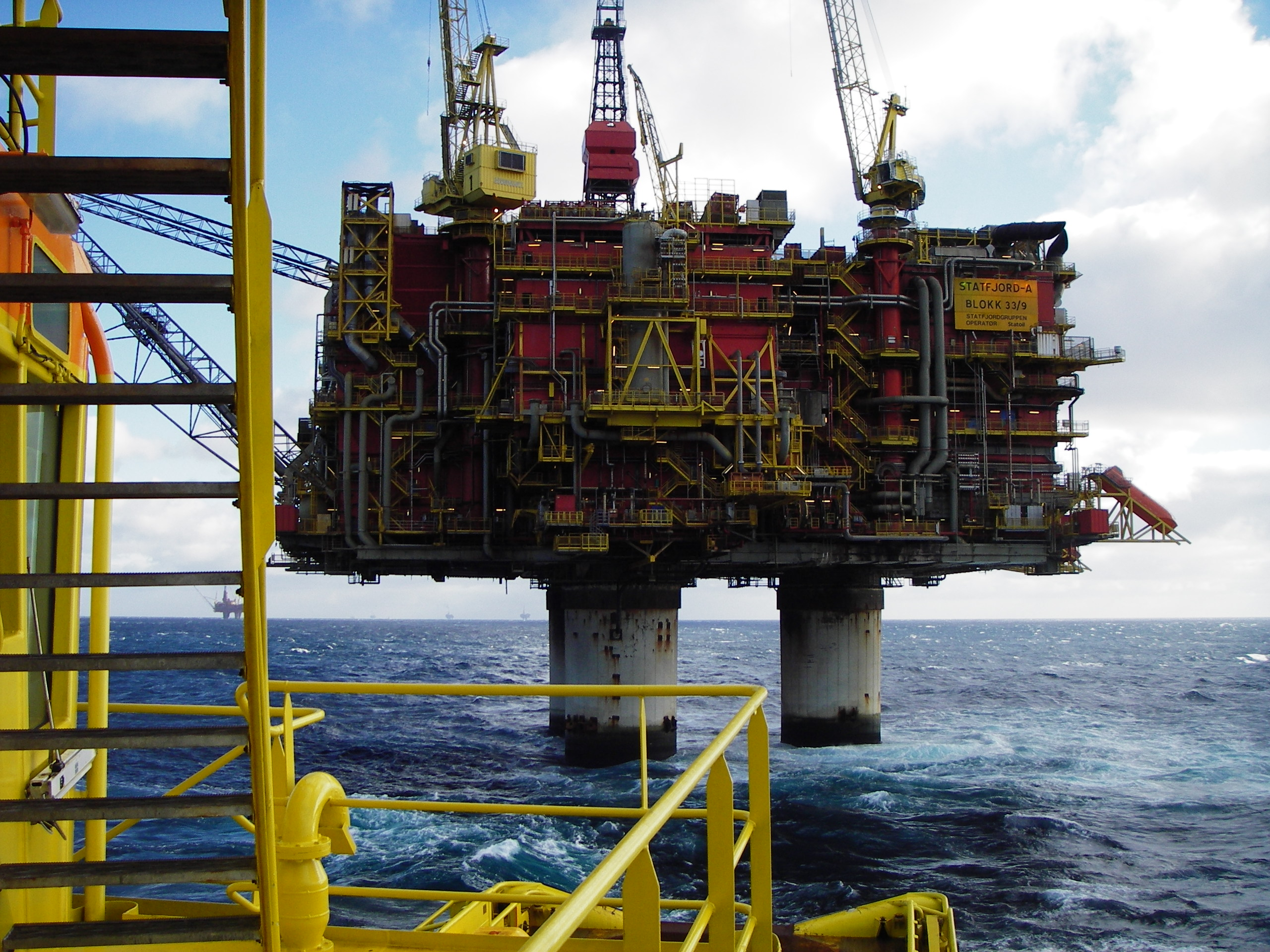
Produktionplattformen Statfjord A.